# Giovanni Burrini

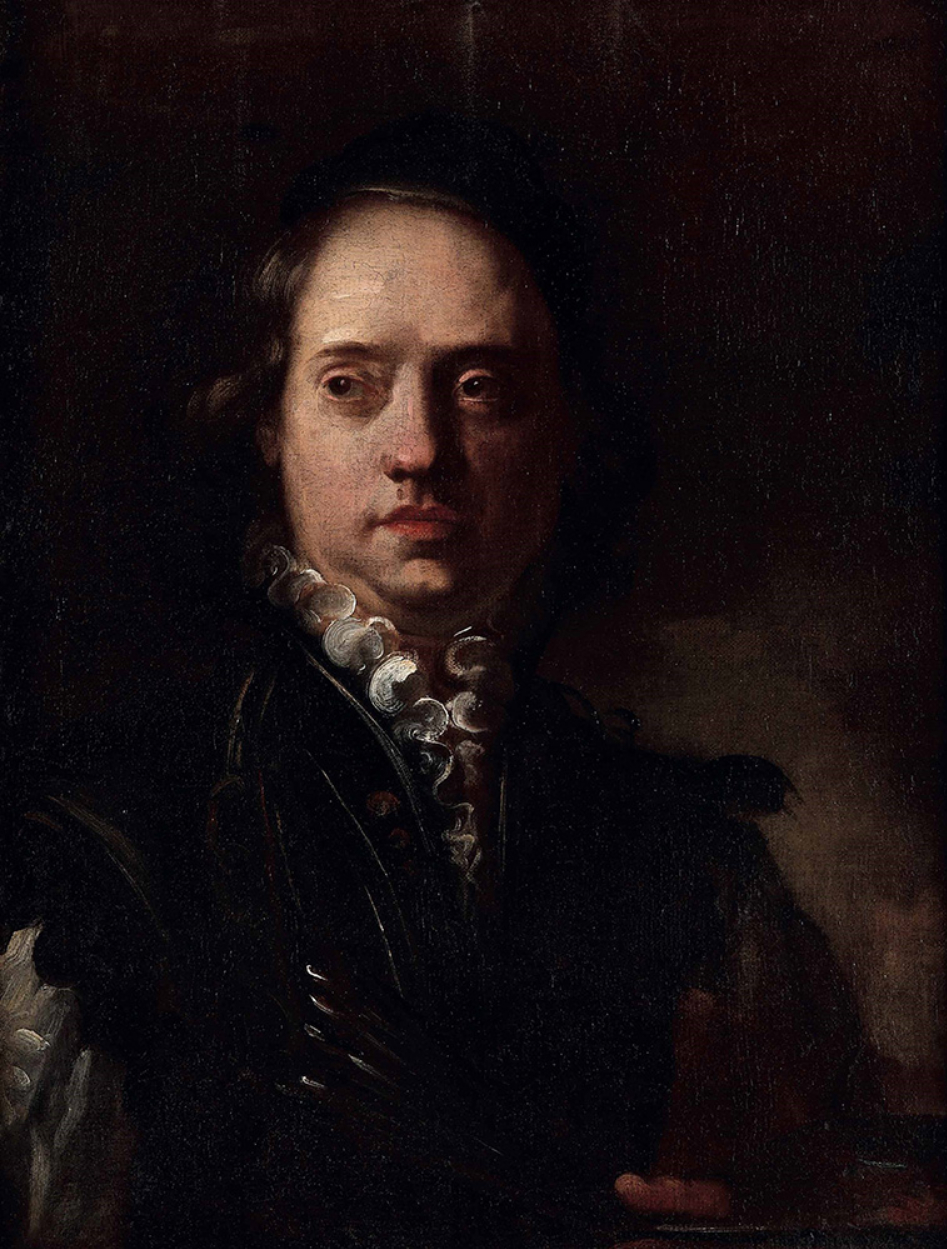
Zelfportret

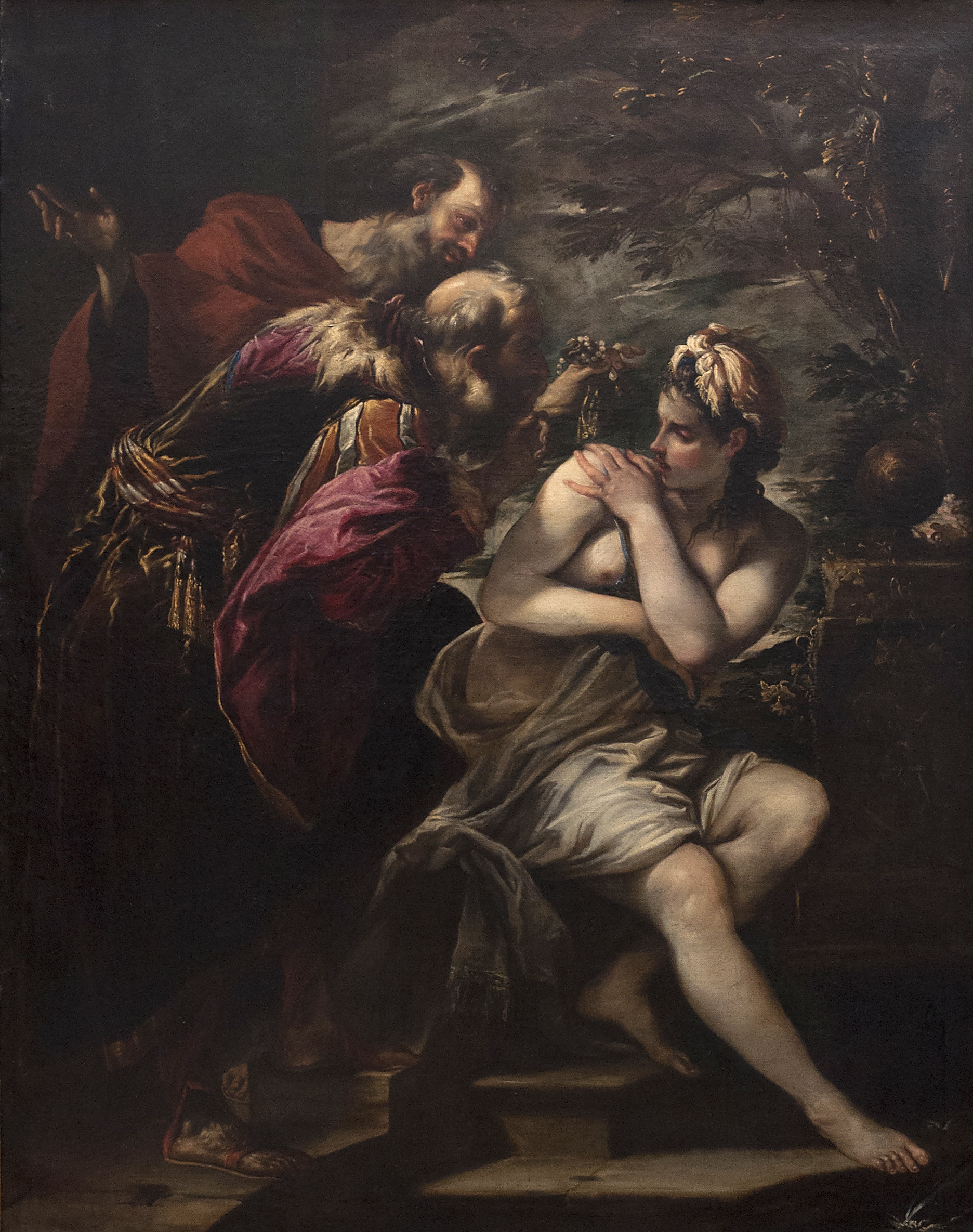
Susanna en de ouderlingen (1686) in de Pinacoteca Nazionale di Bologna

Giovanni Antonio Burrini (Bologna, 1656 – aldaar, 1727) was een Italiaans kunstschilder wiens stijl tot de laatbarok of vroege rococo behoort. 

## Levensloop
Burrini ging in de leer bij Domenico Maria Canuti en werkte in opdracht van Lorenzo Pasinelli met zijn medestudent Giovanni Gioseffo dal Sole. Hij knoopte vriendschap aan met Giuseppe Crespi met wie hij een atelier deelde. Hij rivaliseerde met Sebastiano Ricci en schilderde in Turijn voor de Carignano-familie en Novellara. In 1709 richtte hij in Bologna mee de Accademia Clementina op. Zijn dochter Barbara Burrini was ook kunstschilder.
- Bibliothèque nationale de France: cb14404268j (data)
- Gemeinsame Normdatei: 12195546X
- International Standard Name Identifier: 0000 0000 7989 6524
- KulturNav: c9390aaf-0a59-4786-ad27-6e799efdb844
- Library of Congress Control Number: no00004687
- Réseau des bibliothèques de Suisse occidentale: 02-A006082980
- RKD-Nederlands Instituut voor Kunstgeschiedenis: 14327
- Système universitaire de documentation: 086103121
- Union List of Artist Names: 500009397
- Virtual International Authority File: 32866156
- WorldCat: E39PBJg8H9tXdqT6DYwWghPPcP